# Verticordia carinata
Verticordia carinata är en myrtenväxtart som beskrevs av Porphir Kiril Nicolai Stepanowitsch Turczaninow. Verticordia carinata ingår i släktet Verticordia och familjen myrtenväxter. Inga underarter finns listade i Catalogue of Life.